# دومينغو كاسيريس
دومينغو كاسيريس (بالإسبانية: Domingo Rufino Cáceres)‏ هو لاعب كرة قدم أوروغواياني، ولد في 7 سبتمبر 1959 في سالتو في الأوروغواي. شارك مع منتخب الأوروغواي لكرة القدم. أما مع النوادي، فقد لعب مع أتليتيكو توكومان وبنيارول.

## وصلات خارجية
- دومينغو كاسيريس على موقع قاعدة بيانات كرة القدم.إي يو (الإنجليزية)
- دومينغو كاسيريس على موقع ناشيونال فوتبول تيمز (الإنجليزية)